# Congospitsmuis
De Congospitsmuis (Congosorex polli) is een spitsmuis uit het geslacht der Congospitsmuizen (Congosorex) die slechts van één exemplaar (het holotype) bekend is, dat in 1955 is gevangen in Kasaï, een van de voormalige provincies van de Democratische Republiek Congo. Lange tijd was dit exemplaar, MRAC 23.234, het enige bekende exemplaar van het geslacht, maar in het begin van de 21e eeuw werden nog twee soorten beschreven. In de regio waar de soort is gevonden, is sindsdien nooit meer zoölogisch onderzoek gedaan; daarom is het waarschijnlijk dat de soort nog voorkomt, ondanks dat er maar één exemplaar bekend is.
C. polli is, net als andere Congospitsmuizen, een kleine spitsmuis met zeer kleine ogen, een grote kop, een zeer donkere vacht en een korte staart. Het is een middelgrote soort voor het geslacht. Het holotype heeft een derde valse onderkies (p3). Die is bij C. verheyeni bijna altijd en bij C. phillipsorum altijd afwezig (beide soorten zijn van ruim twintig exemplaren bekend). Mogelijk is de p3 bij C. polli echter meestal afwezig en is het holotype een uitzondering. De kop-romplengte bedraagt 60 mm, de staartlengte 24 mm, de achtervoetlengte (s.u.) 9,5 mm en de oorlengte 6,5 mm.
Congosorex phillipsorum · Congospitsmuis (Congosorex polli) · Congosorex verheyeni